# Peep Show (ТВ серија)
Peep Show је британска ситком серија која је почела да се емитује 2003. године на британском каналу 4. Главне улоге тумаче Роберт Веб и Дејвид Мичел. 
У серији се радња врти око двојице пријатеља који заједно живе, Марка и Џеремија, међутим проблеми настају када схватају колико су различити и колико је немогуће живети заједно. Марк је социјално неспретан и очајан менаџер с циничним погледима на живот, док је Јереми неодговоран, шаљивџија и неталентовани, незапослени музичар који живи у Марковој резервној соби у стану у Лондону.
Иако никада није постигла високе гледаности током свог оригиналног приказивања, емисија је постала култни фаворит. У априлу 2019. четири године након финалне епизоде, серија је проглашена 13. највећим британским ситкомом у анкети Радио Тајмса.

## Улоге
- Дејвид Мичел као Марк Коринган
- Роберт Веб као Џереми Озборн
- Мат Кинг као Супер Ханс, Џеремијев друг из бенда
- Оливија Колман као Софи Чапман
- Патерсон Џозеф као Алан Џонсон
- Нил Фицморис као Џеф Хини
- Изи Сути као Доби
- Џим Ховик као Џерард Метју
- Софи Винклмен као Велика Сузи
- Елиза Бенет као Сара Коринган

## Епизоде
| Сезона | Сезона | Епизоде | Епизоде | Оригинално емитовање | Оригинално емитовање |
| Сезона | Сезона | Епизоде | Епизоде | Премијера            | Финале               |
| ------ | ------ | ------- | ------- | -------------------- | -------------------- |
|        | 1.     | 6       | 6       | 19. септембар 2003.  | 24. октобар 2003.    |
|        | 2.     | 6       | 6       | 12. новембар 2004.   | 17. децембар 2004.   |
|        | 3.     | 6       | 6       | 11. новембар 2005.   | 16. децембар 2005.   |
|        | 4.     | 6       | 6       | 13. април 2007.      | 18. мај 2007.        |
|        | 5.     | 6       | 6       | 2. мај 2008.         | 6. јун 2008.         |
|        | 6.     | 6       | 6       | 18. септембар 2009.  | 23. октобар 2009.    |
|        | 7.     | 6       | 6       | 26. новембар 2010.   | 29. децембар 2010.   |
|        | 8.     | 6       | 6       | 25. новембар 2012.   | 24. децембар 2012.   |
|        | 9.     | 6       | 6       | 11. новембар 2015.   | 16. децембар 2015.   |

### Сезона 1
| Бр. еп. | Наслов                 | Премијера           |
| --- | ---------------------- | ------------------- |
| 1 | ''Зараћене фракције''  | 19. септембар 2003. |
| Двојица мушкараца се такмиче да заведу комшиницу Тони. Прати се одлазакна забави код ње, на којој Марк не успева да је заведе док разговара са њом о Стаљинградској битки. У међувремену, Џез упознаје њену сестру за коју погрешно верује да има леукемију јер има другу сестру која има болест. Након што овај неспоразум изазове препирку, Марку и Џезу је речено да оду. Следећег дана Марк узме метални стуб који је бачен на улици. Користи га да прогони групу деце која су га претходне ноћи малтретирала и шутирала на улици. Софи је ужаснута када то види кроз прозор аутобуса у којем је. |                        |                     |
| 2 | ''Интервју''           | 26. септембар 2003. |
| Марк говори Софи да је воли и неспретно покушава да је пита да буду у вези. Али она је у вези је са њиховим колегом Џефом. Џезови и Супер Хансови планови за формирање бенда заустављени су због несугласица међу њима, укључујући и име бенда. Тони покушава да укључи Џеза у пирамидалну шему - а он покушава да укључи Марка. Марк покушава да нађе Џезу посао на свом радном месту али Џез је одлучан да се не запосли, па на интервјуу намерно оставља лош утисак о себи и покушава да укључи анкетара у пирамидалну шему. |                        |                     |
| 3 | ''На потезу''          | 3. октобар 2003.    |
| Марк купује у супермаркету у осам увече у петак а Џез улази и позива га на забаву која се одржава те вечери. На забави, Марк покушава да прича са Валери, студенткињом готичарком. Кад сво троје оду на куглану, Џез доводи Тони. На уличици сусрећу Софи, као и Марковог супарника, Џефа, који је на састанку с њом. Марк је имао секс са Валери у његовом стану. Џез има секс са Тони у њеном стану. Она прави много буке тако да их Тони њен цимер, који је у другој соби у стану, чује. Тони и Тони раздвајају се и расправљају се током њеног секса са Џезом о томе шта коме припада из стана. |                        |                     |
| 4 | ''Марк има пријатеља'' | 10. октобар 2003.   |
| Марк доводи у питање његову сексуалну оријентацију када се заносио са својим шефом, харизматичним менаџером Аланом Џонсоном, који од Марка тражи да му се придружи у пословном подухвату. Марк гледа геј порниће како би покушао да утврди да ли га сексуално привлаче мушкарци. Џез не воли Џонсона. Марк вози ауто Џонсона без његове дозволе након што га Џез охрабри да вози право у контејнер. У стану, Џез говори Џонсону да је Марк геј и да га сексуално привлачи. Марк признаје Џонсону да има осећаја према њему, али да је 85% сигуран да је у праву. Џез покушава да се сети „оног лошег“ што је учинио са Супер Хансом док су били заједно док су се дрогирали, за који се на крају сећа да је био фелацио. |                        |                     |
| 5 | ''Посао из снова''     | 17. октобар 2003.   |
| Марк уринира у фиоци Барбаре зато што он није добио промоцију на послу већ Софи. Има терапију, која укључује придруживање речи и Роршахов тест. Џезов план импресионирати Тони својим новим послом у музичком студију пада у воду када она постане привлачна за Ханса. Надахнути заплетом филма Незнанци у возу, Џез и Марк кују заверу за освету Софи и Ханс. Џез упућује телефонске позиве Софи док се он и Марк сакривају у грмљу испред њене куће; она пуца у Марка ваздушним пиштољем. Одлазе у Хансов стан, где Џез прска спрејом у очи Ханса и удара га. Онда то исто је урадио Марк Џезу. При повратку у стан, Софи их посећује и Џез употребљава спреј над Марком. |                        |                     |
| 6 | ''Сахрана''            | 24. октобар 2003.   |
| Џез сазнаје да је његов ујак Реј смртно болестан и да је у болници. Џез и Марк га посећују и сазнају да је постао хришћанин. Убрзо након тога, Реј умире. Марк позива Софи на његову сахрану, где Џез говори. Софи пристаје отићи с Марком на викенд у природу, али његово одушевљење се смањује када пронађе проблем са тестисима. Прегледа га медицинска сестра, која му каже да је хидрокела у питању. Тони иде на састанак са мушкарцем средњих година. Џез сазнаје да је Рејова болест наследна и тестира се на њу. Џез заводи Софи, али она одлучује да уместо тога има секс са Марком. Софи и Марк спремају се за секс када се прекинују мислећи да се Џез предозирао и зову хитну помоћ. На послу, Софи каже Марку да жели да успори ствари. Џез долази у посету Тони, рекавши јој да је наследио исту терминалну болест као и Реј, и да има 3-6 месеци живота, како би стекао симпатије од ње. Она му каже да ју је њен дечко оставио. |                        |                     |

### Сезона 2
| Бр. еп. | Наслов                    | Премијера          |
| --- | ------------------------- | ------------------ |
| 1 | ''Час плеса''             | 12. новембар 2004. |
| Тони се вратио дечко; Џез је љубоморан и говори јој да је воли. Марк улази у Софијин налог е-поште погодивши њену лозинку. Чита јој мејлове, који укључују њена размишљања о њему и Џефу. Марк и Џез иду на плесни час који похађа Софи и виде је како плеше са другим мушкарцем, а Марк брзо постаје непопуларан због недостатка ентузијазма и због одбијања човека који је покушао да игра са њим. Џез плеше са Ненси, прелепом младом америчком хришћанском девојком. Џез и она започињу везу. Марк, Џез, Нанци, Софи, Тони, њен дечко и Гвин са часа плеса одлазе у паб, где Ненси изненади Џеза кад каже да је њихова веза отворена. На Ненсин предлог, Марк, Софи и Џез посећују сеоску кућу Гвина. Док су код Гвина, купају се у оближњем Џезеру, а затим играју вртећи боцу код куће - што доводи до тога да Ненси и Гвин имају секс заједно. У канцеларији, Софи је љута кад види Марка како чита њене мејлове; она тада одлази. |                           |                    |
| 2 | ''Џереми је успео''       | 19. новембар 2004. |
| Тони и Тони одржавају скуп како би прославили своју одлуку да се поново венчају. Џез и Марк су забринути кад примете да Супер Ханс има поново проблема са дрогом. На скупу, Џез је налетео на Гога, кога је злостављао у школи. Гог тражи музичаре за рекламу коју ради за Хонду. Марк се спријатељи са својим новим колегом Дерилом - са којим дели интересовање за војну историју, заједно присуствујући разговору о поновном успостављању Другог светског рата. Марк и Дарил одлазе у Џефов стан, где је са Софи; Марк је шокиран када Дарил баци камен, који пробије кроз прозор стана испод Џефовог. Након разговора с Џезом о Дарилу, Марк са сигурношћу схвата да је Дарил расиста. Након што Џез, Ханс, Ненси и Дарил не успеју да произведу прихватљив звучни запис за Гога, Џез и Ханс покушавају да изнуре остатак своје провизије од њега сукобљавајући се са њим у његовој кући. Марк завршава пријатељство са Дерил и говори Џонсону какав је Дарил; Џонсон је отпустио Дарила након тога. |                           |                    |
| 3 | ''Локална нула''          | 26. новембар 2004. |
| На послу, Марк тражи од два чувара да му покажу на камерама шта раде његове колеге. Он види Софи и Џефа како се љубе. Марк је снимљен како пије пиво у парку у телевизијском извештају о пијанцима који пију док су он и Џез шпијунирали Софи и Џеф. Након што је видео Марка како пије на ТВ-у, Џонсон натера Марка да оде у групу за подршку алкохоличарима, где Марк мора да каже групи да је алкохоличар - а затим саопшти детаље свог опијања. Након што Џонсон види Марка како пије пиво у кафани, он смањује Маркове шансе да присуствује пословном путовању у Абердену са Софи. Повратак у канцеларију, Марк натера Џефа да га удари, мислећи да ће то бити снимљено на камери и проузроковати да се против Џефа предузме акција. Марк је разочаран када је из обезбеђења открио да није снимљен. Џез жели да Ненси буде моногамна, па покушава да је натера да га воли. Придружује се Ненси док она хонорарно волонтира посао са бескућницима. Она уместо тога одлучи да направи своју везу са Џез целибатом. Постаје параноичан што она има секс са бескућником Нимом, кога је позвала да се привремено пресели са њом. Џез га позива да остане у његовом и Марковом стану, да га држи даље од Ненси - али Марк одбија да дозволи Ниму да тамо остане. |                           |                    |
| 4 | ''Универзитетски изазов'' | 3. децембар 2004.  |
| Марк прати Џеза, који има свирку са бендом у месту Дартмут. Марк се нада да ће наћи службеницу продавнице обуће Ејприл коју је недавно први пут упознао у радњи. Она је студенткиња на Универзитету Дартмут и има "добитну комбинацију лепоте и ниског самопоштовања". Марк одлази на универзитет и претварајући се да је зрели студент, дочекан је на катедри за древну историју који води професор Маклиш. Џез касни на свирку зато што га је ухватио менаџер радње док покушава да украде чоколадицу. Господин Рашид држи Џеза и Марка у својој радњи, све док они не изађу кроз прозор. Марк и Ејприл иду на дружење у професорску кућу. Џез се појављује, а професор му се одмах свиди. Ејприл позива Марка назад у своју собу у кампусу; пољубе се, али она одбија његов предлог за секс. |                           |                    |
| 5 | ''Мушкарчев шоу''         | 10. децембар 2004. |
| Софи каже Марку да се Џеф усељава са њом и да не жели да она проводи време са њим. Покушава се претварати да се спријатељи са Џефом. Марк лажно тврди да је постао геј, тако да га Џеф неће видети као супарника за Софи. Марка се нервира што га је Џез заменио кад се Џез спријатељи са Џефом. Марк се придружује Софи за добротворни банџи скок, али извлачи се из тога у задњи тренутак, што ју нервира и разочара. Џез је престрављен када види да Марк реже своју руку ножем; Марк каже да то чини како би Софи желела да пази на њега. Марк открије од Џефа да је Софи, а не Џеф тај који не жели Марка око себе. Џез и Џеф иду у паб, а Џез говори Марку о томе како се Џеф нашао са неком девојком, говорећи Марку да то мора чувати у тајности. Марк каже Софи, која постаје узнемирена због тога што је Џеф варао. Отишла је да види Марка у Џезовом и Марковом стан. Софи је праћен Џефом, који је љут на Џез-а што није чувао његову тајну. Софи одлази са Џефом, упркос Марковом покушају да га туче метлом. |                           |                    |
| 5 | ''Венчање''               | 17. децембар 2004. |
| Софи покушава спојити Марка са својом пријатељицом Карен, али Марк је и даље заљубљен у Софи - још више када му Софи каже да је раскинула са Џефом трајно. Ненсина виза је истекла. Замоли Џез да се ожени њоме како би могла да остане у Великој Британији, на што он одмах и одушевљено пристаје. Ненси напушта свадбени дом да би присуствовала разговору за посао. Након венчања, Тони напушта Тонија - која успева да га убеди да има секс са њом. Кад Џез каже Ненси за његово варање, она га љутито напушта. |                           |                    |

### Сезона 3
| Бр. еп. | Наслов          | Премијера          |
| --- | --------------- | ------------------ |
| 1 | ''Пљачкање''    | 11. новембар 2005. |
| Џез покушава раскинути са својом девојком Мишел. Она га наговори да остане у вези с њом кад уговори тројку с њенон другарицом Вики, под условом да Мишел изврши пегинг над њим. Велика Сузи се враћа са новим дечком, мишићавим бившим монахом Стјуом. Џез му замера јер жели и Сузи а и сексуално га привлачи Сту. Сузи постаје Мишелина цимерка. Марк доживљава смањење самопоуздања након што га два младића доведу у подземну железницу и вређају га, касније и пљачкају. Марк и Софи започињу везу. Марк купује склопиви нож за који је Софи престрављена откривши да га носи док је на другом састанку. |                 |                    |
| 2 | ''Подела''      | 18. новембар 2005. |
| Маркова и Џезова канадска пријатељица са универзитета, Мери, стиже у њихов стан и остаје једну ноћ. Недавно јој је умрла мајка и пати. Она предлаже Марку да спавају заједно, али он одбија. Она дарује Џезу и Супер Хансу напуштену пивницу коју поседује. Међутим, Џез се не слаже са предложеним Супер Хансовим новим именом за паб. Маркова веза са Софи стављена је под тест када је њихов покушај телефонског секса катастрофа и она се сели у Бристол због новог посла. |                 |                    |
| 3 | ''Печурке''     | 25. новембар 2005. |
| Марк би требало да присуствује пословном путу у Франкфурту, па Џез позива Велику Сузи на магичну забаву са гљивама у стану. Болестан од желучног грипа, Марк се враћа кући како би пронашао Супер Ханса који је имао секс са женом у његовом кревету. Ханс разбије врата купатила са шарки када их тешко отвори. Марк унајми столара, Ендија, да поправи врата. Енди одлази пре него што заврши посао и поново разбије врата са шарки када му Џез каже да га заврши пре него што оде. Марк се удрогирао од печурки и затворио га је у своју собу Џез, који се нада да ће завести Сузи. Џез покушава да спречи Биг Сузе да примети Марка, док Марк очајнички излази из своје собе како би отишао у тоалет. Марк телефонира Џонсону, који долази и каже Џезу да пусти Марка. Џонсон види да је Марк болестан, па уклања Марка из пројекта на послу. Сви осим Марка и Џеза напуштају стан. |                 |                    |
| 4 | ''Сестринство'' | 2. децембар 2005.  |
| Маркова сестра Сара долази у посету након што се развела од свог супруга Сајмона. Прве ноћи у стану започиње дружење са Џезом - упркос томе што ју је Марк покушао обесхрабрити тако што је истакнуо да је Џез ожењен, да има хламидију и да је заљубљен у Сузи. Сузи остаје у њиховом стану док уклањају азбест из њеног стана. Марка привлачи Сузи, али то покушава сакрити од Џеза. Џез жонглира претварајући се да је заљубљен у Сару, истовремено покушавајући да се врати у наклоности Сузе, која му је рекла да се развела са Стјуом. Сара жели да остане у стану неколико месеци, али се онда предомисли и врати Сајмону. Џез је одушевљен тиме, јер није желео ништа више са њом осим флерта. Поред тога, он мисли како она превиш говори, емоционално је захтевна и он проналази њене сличности са Марком. Џез говори Сузи испред Марка да је Марк воли - Марк то негира. Сара се накратко враћа, сумњајући да је Сајмон у вези. Џез је ужаснут Сариним повратком, па излази из стана и замоли Марка да јој каже да неће бити ништа од њих двоје. Марк то и уради - а Сара иде кући. |                 |                    |
| 5 | ''Суд''         | 9. децембар 2005.  |
| Џез је позван да ради као поротник у суду. У почетку мисли да ће то бити црно дете у случају ситне крађе и да ће гласати да није крив. Открива да се ради о младој белој жени, Карли, којој се суди због преваре с кредитним картицама и у почетку одлучује гласати кривом. Док је судски поступак у току, Џез и Карла се састају у кафићу и он је привучен њоме - због чега он одлучује да гласа да није крив. Џез се договара да се поново састане са Карлом, упркос Марковом упозорењу да ће непоштовати суд. Софи посети стан са пријатељем. Она и њена пријатељица желе да изађу, а Марк безуспешно покушава наговорити Софи да остане унутра. Марк, Џез, Софи, њене пријатељице и Карла одлазе у геј ноћни клуб - где већина узима дрогу. Након тога група одлази у стан, али Марк сматра да су Софиини пријатељи врло неугодни и говори им да оду. Џез сазнаје да је Карла уобичајени злочинац, да је не жели у свом животу, па свој глас мења да је крива. Џонсон каже Марку да није импресиониран Софиним недавним подацима о присуству или понашању и говори му да ће да је суспендује. Марк јој то говори. |                 |                    |
| 6 | ''Количина''    | 16. децембар 2005. |
| Пошто њихова веза иде лоше, Марк одлучује да вери Софи, користећи своје ваучере за одмор у Квантоксу. Џез сугерише Марку да он и Биг Сузи иду заједно, на што Марк нерадо пристаје. Џез доводи Супер Ханса, без Маркове дозволе. Ханс почиње да пије лекове и моли Џеза да га спречи од пића и дроге. Џез жали што је Ханса. Задовољан је кад стигне Сузе на одмор али мора пронаћи начин да се ослободи Ханса. Џез говори Марку о Хансовом присуству, због чега се Марк љути. Софи иде у шетњу, па Марк и Џез траже њу, али не могу ју је наћи у мраку. Телефонира Марку да јој каже да се враћа у хотел. Марк и Џез се изгубе, а Џез проналази фризби. Марк се предомислио у браку са Софи. Не слажу се којим путем ће се шетати како би се вратили у хотел, и одлучују се прошетати различитим правцима. Џез проналази хотел и дочекује га Сузе. На фризби убацује кесу дроге и баца је снажно, како би Ханса извукао из собе и ослободио је за себе и Сузе. Марк долази сутрадан у хотел. Софи каже Марку да је пронашла заручнички прстен у његовој торби и прихвата његов предлог - иако га није стигао рећи. Марк избегава да каже да се предомислио у вези веридбе. Џез је збуњен и разочаран Марком што то ради. |                 |                    |

### Сезона 4
| Бр. еп. | Наслов                | Премијера       |
| --- | --------------------- | --------------- |
| 1 | ''Софијини родитељи'' | 13. април 2007. |
| Џез се љути на Марка јер је носио идентичан дукс као његов. Маркове сумње у његову веридбу за Софи се настављају док он и Џез посећују Софиине несрећно ожењене родитеље на селу за њен рођендан. Џез се љути на Марка када схвати да је он доведен само као друштво због Софииног досадног, потребног, млађег брата Џејмија - који нема пријатеље. Софиин отац, Ијан, води Марка и Џеза у лов са сачмарицама - Јамие означава, али Ијан му не дозвољава да има пиштољ. Марк пуца у птицу, а Ијан му је рекао да пререже врат да би убио птицу. Марк одруби главу, пролевајући крв по себи. Ијан и Марк разговарају крајње неугодно у локалном пабу. Марк каже Џезу да је одлучио отказати венчање. Софиина мајка Пени заводи Џеза,а Марк је престрављен када сазна за то. Ијан је чуо како Марк говори Џезу о недостатку љубави према Софи. Ијан обећава Марку да ће отказати венчање, а онда се освети Дену, за кога Ијан верује да је човек с ким га је жена варала, тако што је спалио шталу бацајући бензинску бомбу. Марк одлучи да ће се оженити Софи кад јој као рођендански поклон поклони викендицу своје покојне баке. Ијан покушава натерати Марка да говори истину о томе да не воли Софи, али он то одбија, а Ијану нико не верује када то каже. Марк и Џез тада кажу породици да је Ијан спалио шталу. Софи остаје код куће, док Ијан одлази у немилости да посети сестру. Пени позива Џеза поново да посети, али он се одлучи против тога. Џејми безуспешно покушава да натера Џеза и Марка да га одведу у Лондон, док се Џез вози са Марком на сувозачком месту.                                                            |                       |                 |
| 2 | ''Конференција''      | 20. април 2007. |
| Џез покушава да заради брзи новац набацујући Велику Сузи Џонсону за 530 фунти. Кад јој Џез сугерира да има секс са Џонсоном због новца, она одбацује ту идеју и одлази, узрујана. Кад Џез оде до ње, открива да је она сада сексуално повезана са Џонсоном. Џонсон поставља Марка задуженог за формулисање Пројекта Зеус. То ће бити одељење спајања маркетинга и продаје, у којем су остало особље Џеф, Софи, Џерард, Лиса и Кејти. Љут је на њих што нису постигли напредак. Марк, Софи, њихови колеге Џерард и Џонсон одлазе на конференцију. Биг Сузе прати Џонсона и Џез се појављује да прати Биг Сузе. Марк, Џерард, Џонсон и Биг Сузе одлазе у стриптиз клуб, где Сузи плаћа поклон за Марка. У хотелу, Софи каже Џезу да је у животу имала секс само са четири мушкарца. Ово изненађује Џеза који је имао секс са више мушкараца - упркос великој већини његових сексуалних партнера. Након што је вређао свој тим због тога што није смислио план, Марк схвата да нема шта да представи одбору. Марк одлучи да послужи Џезов савет и побегне, али потом налети на Софи. По њеном савету, он се враћа суочен са истином. Он каже присутнима да интегрисање продаје и маркетинга не успева и препоручује да се ЈЛБ Кредит премешта у хуманитарни рад. Лажно тврди да болује од рака мозга и да ће умрети у року од месец дана. Џонсон то потврђује. |                       |                 |
| 3 | ''Теретана''          | 27. април 2007. |
| Како не би провео време са Софи, Марк иде у теретану. Док је тамо, њему је додељен висок, згодни, атлетски младић, Мет за личног тренера. Марк му говори да се жени, али није сигуран да жели. Марк открива да Џезова отуђена супруга Ненси ради у истој теретани. Она каже Марку да је користила кристални мет и да је радила у биоскопу као менаџер 18 месеци. Он говори Џез о Нанци, а Џез тада очајнички жели да се врати заједно с њом. Џез узима посао чистача у теретани како би покушао да буде са њом. Разочаран је кад му она каже да не жели да се враћа с њим и да жели да има секс са Метом. Нанци каже Џезу да могу бити пријатељи и охрабрује га да излази са пољском колегиницом Евом. Пристаје на њен предлог двоструког изласка у бископ: она и Мет; он и Ева. Покушава да саботира ствари између Нанци и Мета говорећи му да га Нанци мрзи и говори Нанци да Мет жели само повремени секс. Џез заробљава Еву у флотацијском резервоару како би је покушао склонити са пута, али Нанци је чује и пушта је. Софи мисли да она и Марк проводе премало времена заједно откако иде у теретану. Одлучи да се придружи теретани како би провела што више времена са њим. Марк је ужаснут због тога, јер ће Мет вероватно рећи Софи како се Марк осећа према њој. Он и Џез одлучују да покушају да га отпусте како би обоје били срећни. Успели су након што су менаџеру теретане лажно тврдили да је Мет у базену додирнуо Марков пенис док је масирао Марка. Упућен је, али Марк и Џез га касније виде током џудо класе, на којој учествује. Марк и Џез покушавају се заштитити од њега користећи Софи и Нанци као људски штит. |                       |                 |
| 4 | ''Мајстор''           | 4. мај 2007.    |
| Џез упознаје свог хероја, техно музичара Расела "Оргазоида". Регрутује се за мајстора за 500 фунти недељно - и мисли да ће то бити одскочна даска и да ће касније постати професионални музичар. Марку је то сумњиво, јер се чини да се Џезов посао састоји од обављања мањих задатака и он не може веровати да Оргазоид неће много више захтевати од Џеза. Марк позива Софи на окупљање у средњој школи. Она одбија његов предлог јер иде у Франкфурт са Џефом и њиховим колегама Аланом и Лизом. Марк иде са Џез и Нанци - и упознаје Сали, једну од ретких девојака у школи која му се допала. Она је чистачица и удата је за Фоза, једног од Маркових школских мучитеља. Марк одлучи да покуша завести Сали док је Софи одсутна. Марк открива да је Џез буквално "мајстор", јер сексуално задовољава Оргазоида. Покушава натерати Супер Ханса да да учини нештп - али Ханс убрзо открива шта тај посао укључује. Марк води Сали до куће Оргазоида - претварајући се да је то његова кућа и да Џез ради за њега - да би је импресионирао. Покушава завести Марка, али Фоз ју је следио тамо. Марк се сакрије у ормару и Фоз га тамо нађе. Фоз одлази, водећи Сали са собом |                       |                 |
| 5 | ''Одмор''             | 11. мај 2007.   |
| Софи је договорила да она и Марк присуствују саветовању парова, коштајући га једну фунту по минуту. Ужаснут је када она каже саветнику да је не задовољава сексуално и да прерано ејакулира у односу. Џез одводи Марка на одмор који је у ствари због момачке вечери. Иду у паб, где упознају две сестре, Аурору и Луси. Након разговора са њима, прате девојке - које су на броду у излету са оцем. Џез жели имати секс са Аурором док Луси постаје привлачна за Марка. Отац нуди Марку менаџерски посао у Индији и то Марк сматра начином да избегне свој предстојећи брак са Софи. Џез случајно убија Ауроровог пса, док вози породични аутомобил. Након што Марк открије пса у канти свог чамца, покушавају да спале пса. Не гори правилно, па Џез остатке ставља у пластичну кесу и доноси их у породични чамац. Тврди да је то ћуретина и почиње да једе месо. Аурора је престрављена и љута кад открива овратник пса међу остацима, па су Џез и Марк напустили породични чамац. |                       |                 |
| 6 | ''Венчање''           | 18. мај 2007.   |
| Марков је дан венчања, али се и даље размишља да ли да иде на венчање или да побегне. Џез га покушава обесхрабрити, али Марк одлучи да настави. Ненси, која је преко ноћи остала у стану, каже да неће присуствовати, јер се састаје са оцем, који је у посети из САД. Супер Ханс повраћа у Марковом шеширу и ципелама, узимајући превише дроге ноћ раније. Марк покушава да избегне венчање тако што проси конобарицу, а затим покушава да се прегази, а затим вређа возача у неуспешном покушају да га провоцира да га претуче. Нанци телефонира Џезу како би му рекла да се свађала са оцем и да жели да дође после венчања. Убрзо након тога, Џез добија поруку где сазнаје да Супер Ханс вози Ненси на пријатељевом мопеду. Џез каже Марку да је на конференцији љубио Софи, што Марк покушава да искористи као разлог за отказивање венчања. Каже Софивој мајци Пени да мора видети Софи због њене невере. Пени одбија да пусти Марка унутра, рекавши му да је несрећа да младожења види младу пре венчања и да се пијано љубакање не рачуна као невера. У цркви се Марк сакрива док покушава да се одлучи за женидбу за Софи или не. Џез жели да иде у тоалет, али Марк одбија да му то дозволи. Затим се Џез упишкио; његова урин пролази кроз даске и цури кроз приземље где се окупљају Софи и сватови. Марк и Софи се венчају док обоје плачу, разочаран је што се нико не противи. Док је одвезена на рецепцију, Софи се више узнемирила, каже да жели развод, а затим излази из аутомобила. Џез види како се Ханс и Ненси пригрљују на клупи испред цркве, а затим седе у аутомобил с Марком.                                   |                       |                 |

### Сезона 5
| Бр. еп. | Наслов                    | Премијера     |
| --- | ------------------------- | ------------- |
| 1 | ''Пљачкање''              | 2. мај 2008.  |
| Џез наговара Марка да му се придружи на двоструком састанку са сестром Тони - Паулом и њеном пријатељицом Хедер. Међутим, састанак иде лоше. Паула каже Џезу да има хламидију и да је он такође могао да се зарази и да је можда заразио друге жене са којима је имао секс. Изгледа да Маркова девојка има љубав према историји, због чега он верује да је она "она права". Када се Марк и Џез враћају кући са досадне представе, откривају да им је стан обијен. Следеће недеље Марк и Џез поново излазе на изласке, али Хедер је отказала састанак Марку. Џез одлази на ручак с Биг Сузе, али кад му каже да више није са Џонсоном, Џез одлучује да не спомиње хламидију. Марк налети на Хедер успут и позива је у стан. По доласку открива провалника, зауставља га и закључава напољу, на балкону стана. Међутим, провалник позива своје пријатеље. Кад дођу, Џез га пушта, само да би провалник и његови пријатељи претили да ће му опет провалити у стан ако им Џез не да свој тв. Провалници одлазе и Марк се освећује Џезу тако што је Биг Сузеу рекао да Џез вероватно има хламидију. Сузи одлази и Џез покушава да је прати, али Марк га обузда. Хедер је изразила разочарање према њему, а затим одлази. |                           |               |
| 2 | ''Ротирање''              | 9. мај 2008.  |
| Софин отац Ијан и њен рођак Брни посетили су накратко, али Џез држи ланац на вратима и не пушта их унутра. Барни каже Џезу да ће се она сутра вратити на посао - три седмице раније него што је рекла да - и даје Џезу музику на којој је радио. Марк покушава одагнати лошу слику која је настала око њега откад брак није успео, али једини који заузимају Маркову страну су Џонсон и жена ИТ радница звана Дбби коју сусреће у кантини за особље и која се креће између различитих грана у предузећу. Имају сексуални однос на послу њих двоје али Марк јој се покушава одупрети јер се плаши да ће према колегама имати лош однос ако започне нову везу на послу. Након преслушавања ЦД-ова, Џез и Супер Ханс одлучују да с Барнијем оформе бенд како би га натерали да пушта музику, док зарађују новац. Бенд одржава свирку али губе концентрацију када се Барни затвори у тоалет након што је имао орални секс са Хансом док је био под наркозом. Марк позива Доби на свирку, где је води у женски тоалет на секс. Пре него што било шта ураде, прекида их Софијино повраћање. Кад Софи открива да је удата за Марка, Доби љутито одлази. Барни одлази и улази у Ијанов аутомобил, остављајући бенд. Марк смешта Софи у исти аутомобил. Ијан је љут кад Џез каже шта је Барни радио са Хансом.                        |                           |               |
| 3 | ''Џереми је банкротирао'' | 16. мај 2008. |
| Марк је љут на Џеза што једе његову храну. Џез каже Марку да је потрошио сав новац који му је мајка дала, услед чега је био приморан да пронађе новац некуд. Џез између осталог донира сперму, али не може зарадити довољно новца да би се издржавао. Марк иде на брзе састанке, где упознаје атрактивну жену из Аустралије која се зове Саз, а она остаје код њега. Жели везу с њом, мада је јасно да су међусобно врло различити. Софи стиже да се суочи са њиховим раскидом и љутито изађе ван кад сазна да је Марк био са Саз и она поче да се осећа љубоморно. Када Марк одлучи да дозволи Саз да остане у стану, барем до рођендана, Џез одлази. Џез одлази са Биг Сузе у склониште, али она се враћа са Џонсоном и не дозвољава му да остане тамо. Џез краде Џонсонову кредитну картицу из куће Биг Сузе. Кад Џез дође на забаву, открива да је Џонсон сазнао за кредитну картицу и Марк пристаје да му врати новац. Ствари се још више погоршавају за Марка када га Саз напусти због Џефа, а Софи и Доби плешу са другим мушкарцима. |                           |               |
| 4 | ''Џеремијева мама''       | 23. мај 2008. |
| Умре Џезова тетка Гвен, оставивши му могуће наслеђе од 20.000 фунти - половину онога што његова мајка наслеђује од ње - и он нађе револвер међу њеним стварима. Џезова мајка стиже са својим новим дечком Мартином. Јасно је да Џез не воли своју мајку и Мартина, иако Марк поштује Мартинову војну прошлост и нада се да ће написати своје мемоаре. Џезова мајка одлучује да ће Џезов новац контролисати Марк. Марк покушава да импресионира Мартина и његову кћер Натали, али она че га у наставку епизоде силовати док он спава и она наставља чак и кад се пробуди и каже јој да стане. Мартин каже Џезу да ће наследство његове мајке бити само 20.000 фунти. Џезова мајка и Мартин одлучују се за куповину имања на Крфу, што масовно смањује Џезов удео. Џез покушава да пиштољ увуче у пртљаг пара како би их зауставили да се укрцају на авион за Крф, али Мартин улази, узима пиштољ и види да је деактивиран. Враћа га Џез, а затим пар и Натали напуштају стан. Пре него што напусте зграду, Џез им говори за силовање, што Натали негира. |                           |               |
| 5 | ''Џеремијев менаџер''     | 30. мај 2008. |
| Џез и Супер Ханс добијају менаџера, Кали како би организовали свирку за свој нови бенд. Џез и Кали иду на састанак и завршавају у стану у којем имају секс, али она га спречава због неадекватног наступа. Следећег јутра Марк упозна Кали и почне мислити да је она „она права жена“. Бенд сазнаје да су одбијени на фестивалу на којем су желели да свирају, а уместо тога ће свирати на Хришћанском Рок фестивалу. Првобитно су против свирања на верском фестивалу али они одлучују да оду јер ће им бити плаћено много новца. Марк крене са њима како би био близу Кали. Касније Марк случајно предлаже њој да Џез треба да напусти бенд. Претвара се да дели њена веровања у митове око кристалних лобања. То му помаже да има секс са њом, која тада говори Марку о Џезовим лошим сексуалним перформансама с њом и учи Марка како да побољша своје сексуалне вештине. Следећег дана Кали каже Марку да каже Џезу да је ван бенда. Кад му Марк каже, Џез уништава њену приколицу а Марк је циглом разбио једну од њених кристалних лобања. Након што Марк оде, она каже Џезу да ће морати свирати свирку јер се Супер Ханс извукао и побегао. Кад Кали уђе у своју приколицу, Џез лаже и каже да је Марк нанео сву штету. Она реагира љутито напуштајући Марка и фестивал; Џез завршава изводећи своју музику публици. |                           |               |
| 6 | ''Маркова жена''          | 6. јун 2008.  |
| Марк је задовољан што је унапређен. Кад се врати у стан, Софи је тамо, опијена марихуаном, и даје му документе за поништење брака. Џез се осећа депресивно док он и Супер Ханс свирају на улици и тако зарађују. Поред новог велнес центра којим управља мистериозни нови религијски покрет, они одлучују да се ругају људима изнутра, али уместо тога се придружују култу. Марк сазнаје да Доби воли онлајн играње и играње улога, као и он, тако да и он учествује. Док Марк почиње да мисли да је она "она права жена", а Џез се дубље увлачи у култ, Марк завршава пијан и спава на једно вече са Софи. Открива да му је кондом који је користио пукао. Касније, када је Марк требало да отпусти Софи, она му каже да је трудна, па он одустаје од отпуштања. Џез се спрема да оде у култно насеље, али Софи му каже да би могао бити отац њеног детета. Сходно томе, одлучује да напусти култ, и Ханс се љути на Марка и Џеза; Ханс уништава Марков и Џезов ТВ. Марк је љут на Џеза због сексања са Софи - али му је лакнуло што он можда није отац. |                           |               |

### Сезона 6
| Бр. еп. | Наслов                 | Премијера           |
| --- | ---------------------- | ------------------- |
| 1 | ''Џереми у ЈЛБ''       | 18. септембар 2009. |
| Марк користи промоцију коју су му дали на крају сезоне 5 како би купио нову софу и како би нашао посао Џезу у позивном центру ЈЛБ Кредит банке. Први пожарни аларм првог дана натера цело особље да напусти зграду. Испада да је Џонсон упалио аларм и евакуисао зграду и рекао им да сви у лондонској филијали ЈЛБ Кредит постају технолошки вишак. Марк одлучује да покрене групу за кампање како би свима вратио посао како би могао да има нешто новца да плати кауч и како би могао да настави да виђа Доби. Лично се представља као ЈЛБ-ов франкфуртски шеф Стефан Штраус, а бркове нацртао је маркером. Стварни Стефан долази у Лондон и нуди Марку уплату на рачуну од 15.000 фунти да оконча кампању. Пристаје и узима новац, али убрзо након тога охрабрује се и улази у канцеларију са Џезом, Џефм, Доби и Џерардом - што чини да се Доби више свиди. Они уништавају канцеларију, али прекидају их Џонсон и Стефан, који стижу у канцеларију док Џез и Доби гурају фотокопир апарат низ степенице. Стефан узима чек натраг. |                        |                     |
| 2 | ''Тест''               | 25. септембар 2009. |
| Марк прави последњу представу за Доби, тренутно предмет његових жеља. У међувремену, Џез упознаје нову љубав, руску емигранткињу Елену која живи у њиховом стану и бави се продајом марихуане. Софи каже Марку и Џезу да је Џеф такође могући отац њене бебе. Марк позива Доби - која није свесна Сопхине трудноће - у свој стан, а Џез позива тамо Елену. Код Џеза и Маркова, Елена каже Џезу да воли да има везе са ожењеним мушкарцима и очевима, па јој Џез каже да је Софи трудна са њим. Касније те ноћи Софи га телефонира и говори му да је Марк тај отац. Кад Софи дође у стан, Марк, Елена и Доби открију да је Марк отац. |                        |                     |
| 3 | ''Џереми је заљубљен'' | 2. октобар 2009.    |
| Џез има секс са Еленом и схвата да је заљубљен у њу. Одлучује да буде мање себичан у нади да ће је победити - али Марк има резерве и сматра да треба бити опрезан када ће јој заправо рећи како се осећа. Џез јој говори да је воли и тако је одлучан да јој удовољи да одлази у Хејстингс да купи њену омиљену векну хлеба. Има проблема са шефом када газда открије да је на послу преузео порниће на свом рачунару, па му Џез каже да је то и урадио. Доби охрабрује Марка да постане туристички водич. Неуспешно започиње туру а затим шетњу чини успешном пребацивши се на разговор о Џеку Трбосеку. Изгуби посао када Џез добронамерно тврди да је преузимао порниће на рачунар Марковог шефа - не схватајући да их је Доби уклонила. |                        |                     |
| 4 | ''Афера''              | 9. октобар 2009.    |
| Марк открива да је Џезова девојка Елена у дугогодишњој вези, кад је чује како разговара на њен мобилни телефон. Њен партнер није био далеко и враћа се назад како би био са Еленом. Елена не жели да каже Џезу; она притиска Марка да му каже. Џез је у почетку разочаран, али му је лакнуло кад Елена каже да је њен партнер жена. Марков бивши шеф, Алан Џонсон, нуди му шансу да послује са њим. Међутим, Марково узбуђење се пригушује када Алан почне показивати знакове да се ментално разболео због губљења посла у ЈЛБ Кредиту. Марк добија посао конобара у мексичком ресторану. Џез и Елена се труде да везу сачувају у тајности. Биг Сузе је разочарана Џонсоном и долази у Џезов и Марков стан. Џонсон долази у стан, а Џез долази касније. Џонсон погрешно претпоставља да Биг Сузе има секс са Џезом и удара га. |                        |                     |
| 5 | ''Забава''             | 16. октобар 2009.   |
| Као последњи очајнички налет пре него што беба стигне, Марк и Џез одлучују да приреде забаву. Марк види то као своју последњу прилику да поново заживи своју везу са Доби, док Џез сматра да ће то бити прилика за побољшање односа са Еленом. Ханс доноси змију на забаву. Софи и Ијан се појављују а Марк и Сара преговарају о посети кад се роди дете - пре него што Марк повраћа у канту за смеће. Доби одлази са Џерардом. Гејл проси Елену која прихвата. Сара је у почетку непријатељски расположена према Џезу, али касније га позива у кревет са њом. |                        |                     |
| 6 | ''Чамац''              | 23. октобар 2009.   |
| Венчање Елене и Гејла је предстојеће, али Џез је заузет смишљањем начина како да се реши Гејла и освоји Елену. Елена каже Џезу да се она и Гејл сели у Квебек после венчања. Иако је сигуран да је његово дете, Марк сматра Џефа потенцијалним супарничким оцем. Софи убеђује Марка који оклева, да научи да вози тако да је може одвести у болницу кад дође време за порођај. Међутим, одустаје од покушаја да учи током своје прве лекције, јер је инструктор ужасан. Елена не жели Џеза на венчању, али Гејл га позове. Џез и Гејл упадају у чамац за веслање, а Гејл случајно пада у воду. Марк се претвара да је прошао тест и покушава одвести Софи у болницу. Марк излази из аутомобила, а Џез вози умало не прегазивши Гејла. Софи схвата да Марк не може возити, а Џез говори Гејл о његовој вези с Еленом. Софи се вози у болницу са момцима на задњем седишту. |                        |                     |

### Сезона 7
| Бр. еп. | Наслов                 | Премијера          |
| --- | ---------------------- | ------------------ |
| 1 | ''Болница''            | 26. новембар 2010. |
| Марк, Џез и Софи су у болници пред сам порођај. Све док се Софи не опусти да прими анестезију, Марк покушава да је избегне и помири се са тиме да постане отац. Она роди сина. Иначе у болници, Џез упознаје Зару, која је у посети њеном дечку, Бену, који је у коми. Бен се помакне, разочарајући Џеза - који се нада да ће Бен умрети како би оставио Зару на располагању. |                        |                    |
| 2 | ''Мушкарац у шкрипцу'' | 3. децембар 2010.  |
| Кад Доби излази са Сајмоном, Марк и Џерард постају "командоси за везу", уједињујући се како би их покушали раздвојити. Међутим, њихов пакт је у напетости када је Доби поново сама, и они се морају поново надметати око тога ко ће је освојити. Доби бира Марка. Бен се, опоравио, даје Џезу посао у свом музичком послу. Џез покушава да искористи свој положај како би убедио да Супер Ханс потпише уговор о снимању албума у замену за место у бенду, али Ханс не жели Џеза у бенду и Бен не жели тај бенд. |                        |                    |
| 3 | ''Прелепи ум''         | 10. децембар 2010. |
| У покушају да освоји Зару, Џез лажира да је интелектуалац, и нуди да њен књишки клуб има састанак у његовом стану. Имајући потешкоће у читању књиге, Џез плаћа Марку да му прочита књигу. Марк, забринут због свог наступа у кревету са Доби и због стреса на послу радећи као конобар у Гејловом мексичком ресторану, жели да Џезов новац потроши на Доби и осигура им везу. Гејл отпушта Марка када га види како покушава мокрити у храни - што је и учинио у покушају да се освети против одвратног купца. Марк се враћа кући, док је састанак клуба у току и истиче да Бен оставља критичку анализу романа као да је његов. |                        |                    |
| 4 | ''Зона''               | 17. децембар 2010. |
| Марк треба да покупи Џеза из стана Заре на путу за крштење Марковог сина. Након што су се затворили у зони између стана и улазних врата, Марк и Џез се препиру око своје стратегије бекства. Пронађу кључ од стана и пуштају се унутра. Зара и Бен се врате и, након што су се у почетку сакрили, откривају се. Лажно тврде за Бена да стан користи за секс заједно, у што он не верује. Марк и Џез пропуштају крштење беба Ијана. |                        |                    |
| 5 | ''Сезонске туче''      | 24. децембар 2010. |
| Марк жели да позове сестру Сару и родитеље, тако што ће у стану направити божићну вечеру са Џезом. Доби и Супер Ханс им се придружују. Марк се у почетку претвара да му је Доби пријатељица, што је нервира. Кад лоше говори о свом дечку, Марк признаје да прича о њему. Њен говор искрено љути Марка и његовог оца; Доби одлази рано кад се Марк не супротстави за њом након што му отац каже да је она једна њушка. Сара безуспешно покушава да заведе Џеза. |                        |                    |
| 6 | ''Новогодишња ноћ''    | 29. децембар 2010. |
| Зара долази у стан и говори Џезу да је избацила Бена због преваре. Она га позове да се усели са њом, а Џез каже Марку да се усељава са Заром. Марк, Џез и Зара присуствују забави, којој присуствују и Софи и беба Ијан. Доби улази, а Марк не схвата. Она се наљути на Марка, а затим излази напоље, кад га чује како Јеф и Џонсон разговарају о њој. Марк, Џез, Ханс и Хансова девојка Јоко одлазе код Сузи, где Марк мисли да ће Доби бити. Марк жели да се помири са њом, а група иде на Џерардову забаву. Одбијају да га пусте на журку а Марк кроз ограду види и разговара са Доби и извиљава јој се. Замолио ју је да се усели са њим, а она прихвата. Ханс каже Џезу да му је Јоко рекла да јој је Џез сексуално гестикулиро руком током Сузине журке, на што Зара реагује тако што раскине са њим. Ханс неколико пута туче Џеза метлом. |                        |                    |

### Сезона 8
| Бр. еп. | Наслов                     | Премијера          |
| --- | -------------------------- | ------------------ |
| 1 | ''Џереми на терапији''     | 25. новембар 2012. |
| Џез и Супер Ханс одустају од свог бенда. Џез намерава да прима терапију, али се предомисли у чекаоници и уместо тога оде у индијски ресторан; Марк прође поред и кроз прозор види Џеза. Марк жели да се Доби што пре усели с њим, а Џез је суочен са изгледом да се пресели на друго место. Ханс предлаже Џезу да се усели са њим, али Џез жели да остане код Марка. Марк се све више брине да ће се Доби преселити са Џерардом који је због болести постао зависан од њеног друштва. Маркова забринутост се повећава када Џерард даје наговештаје Доби и Марка да ће јој он радо дозволити да живи са њим бесплатно. Марк вандализује њену микроталасну пећницу у покушају да је подстакне да се усели са њим. Џерард умире од грипа и Доби помаже Џерардовој сестри да организује сахрану - којој присуствују Марк и Џонсон - и обојица одржавају говоре. Марк похађа интервјуе за посао у компанији за санитарне потрепштине, након што му то предложи Ханс - који тамо ради. Доби каже Марку да је Геррард новац њој оставио у његовом тестаменту. |                            |                    |
| 2 | ''Пословне тајне фараона'' | 2. децембар 2012.  |
| Марк мисли да ће имати срећу када је издавач прихватио његову књигу "Пословне тајне фараона", али испада да је лажни издавач био у питању. Џез, у покушају да започне своју каријеру, уписује се курс за животног тренера. Има секс са женом која води курс, али се обоје на крају гаде сексуалним маштаријама овог другог. Она даје сертификат свима у разреду осим њега. Марк има штампан лажни сертификат за њега. |                            |                    |
| 3 | ''Љубавни бункер''         | 9. децембар 2012.  |
| Добин бивши дечко Сајмон позива Марка, Доби, Џеза и Ханса да се придруже њему и његовим пријатељима на пејнтболу. Марк је уверен да Сајмон користи викенд као покриће да се помири са Доби. Џез чини лош потез покушавајући да буде животни тренер Нилу, Сајмоновом пријатељу. Џез и Ханс блистају у "игри шешира" именовања бендова са одговорима, док Марк не каже тачне одговоре јер не може смислити ниједан бенд осим Битлса, Ролинг Стоунса и Сноу Патрол. Марк и Ханс скривају се у дрвеној бараци током игре у пејнтболу. Џез изненада схвата да воли Доби и полусмело јој говори шта осећа према њој. Ханс пуца у Доби, али Џез му стоји на путу и њега пуца. Нил се љути након Џезовог неспособног животног тренеирања и удара Џеза својим пиштољем, пре него што је побегао. |                            |                    |
| 4 | ''Велики љути Енди''       | 16. децембар 2012. |
| Доби предлаже Марку да заједно путују Европом возом, идеју од које је Марк покушава одвратити. Она му каже да воли мачке, па он узима мачку. Џез се покушава борити против љубави према Доби. Ханс постаје Марков шеф у компанији за снабдевање у којој раде. Ханс не успева у покушају да упозна своју идеалну жену рекламирајући комбинације ствари у фондацији. Џез пристаје да напусти стан и усели се са Хансом. Марк унајмљује Ендија, човека помало ментално нестабилног како би му средио стан и фарбао кухињу. Џез покушава помоћи Ендију дајући му бесплатан животни тренинг. Марк се уписује на 18-месечни МБА вечерњи курс, где упознаје Стефани, атрактивну старију жену, коју је напустио њен муж. Џез охрабрује Марка да се потуче са њом. Она позива Марка у свој стан, где пију вино и разговарају. Упркос томе што разговор добро пролази, он одлази а да јој не каже. Џез схвата да покушај помоћи Ендију није успео, а на Ендијев захтев неколико пута га је ударио. Након што Енди посети тим за ментално здравље, Марк поклања своју мачку. Марк говори Доби да је воли - разочаран Џез, који и сам жели Доби. Марк и Доби се договарају да ће путовати возом када обоје имају довољно слободног времена. |                            |                    |
| 5 | ''Председавајући Марк''    | 23. децембар 2012. |
| Марк, у покушају да се избори са влажном мрљом на зиду своје спаваће собе, покреће кампању за избор председника председавајућег одбора слободних кућа. Изабран је и овлашћен је за поправке у Добином стану. Марк је отпуштен са посла. Џез, очајан да избегне да живи са Хансом, покреће стару везу са Марковом сестром Саром и усељава са њом и њеним петогодишњим сином Џошијем. Не може да се носи са захтевима које му поставља, па жели да се врати назад у Марков стан. Одбија, па Џез остаје с Ендијем - спава на свом поду у врећи. Не може се носити с тим, па се враћа код Марка тек након што је Доби стигла да се пресели у Марков стан. Џез пита може ли остати ноћ и након тога спава на Хансовом поду у врећи за спавање. Доби предлаже Марку да Џез остане код Марка дуже и да ће одложити усељење код њега. Џез и Доби заједно играју видеоигру. |                            |                    |
| 6 | ''Количина 2''             | 24. децембар 2012. |
| Џез се пресели код Ханса и спава у врећи али у соби је змија. Доби је посао у Њујорку понудио бивши дечко Сајмон. Она није сигурна у понуду, па је Марк покушава убедити да остане. Покушава да добије информацију о послу док игра фудбал са Сајмоном - али прави будалу од себе због недостатка знања и способности у спорту. Одлучи да је одведе за викенд где ће је запросити. Џез долази и говори Марку да је заљубљен у њу. Марк говори Доби да је Џез луд. Марк и Џез се свађају док Доби одлази. Она шаље поруку Марку како би му рекла да одлази на посао у Њујорку и да тамо лети те вечери. |                            |                    |

### Сезона 9
| Бр. еп. | Наслов                      | Премијера          |
| --- | --------------------------- | ------------------ |
| 1 | ''Године Вилијама Мориса''  | 11. новембар 2015. |
| Марк и Џез први пут се састају након шест месеци да присуствују штрајку наводно трезног Супер Ханса. Џез се нерадо извињава Марку. Џез спава у Хансовој кади, све док га не избаце из стана. Марк има нови посао у банци, што му је Џонсон помогао да добије. Марков колега Џери уселио се са Марком. Марк одобрава Џезу кредит у својој банци. Џез наговара Марка да избаци Џерија и дозволи му да се врати. Џез зове Ханса да помогне у исељавању. |                             |                    |
| 2 | ''Брада Грегорија''         | 18. новембар 2015. |
| Супер Ханс пита Марка да буде кум на његовом венчању са Моли; током венчања је откривено да је његово право име Сајмон. Доби се враћа да присуствује венчању и доводи Грегорија, свог америчког дечка. Џез тренира Меган у њеном стану, где упознаје њеног дечка Џоа. Марк поставља веб камере свом у стану. Прегледа веб камере на лаптопу, заједно с Доби, Грегоријем и Хансом који сви виде да Џез има секс са Џоом у Марковој спаваћој соби. Марк, Џез, Доби и Ханс путују у сеоски Норфолк на венчање. Грегори сазнаје да је Марк пратио Добине покрете на њеном телефону и удара га. Џез на пријему има грозан говор. |                             |                    |
| 3 | ''Треизам''                 | 25. новембар 2015. |
| Марк је пронашао Ејприл - коју је на кратко познавао годинама раније - приликом потписивања књиге. Каже му да пише са супругом Ангусом и да предаје на колеџу. Позива је на вечеру у стан за коју тврди да ће бити сутра - али не позива никога другог. Ејприл каже да њен муж неће моћи да присуствује, јер ће он ићи на конференцију, па Марк покушава да поново успостави однос са њом. Касније му каже да ће Ангус присуствовати. Џез почиње да се секса са Меган, док још увек има секс са Џоом. Меган се појављује у стану док је Џо ту. Марк каже Џезу, Џоу и Меган да остану на вечери, како би уверили Ангуса да Марк одржава вечеру. Марк паничи због недостатка хране и пића за шест особа. Он меша храну у одвратну смесу. Џо и Меган откривају да се обоје сексају са Џезом, па одлучују да покушају на тај начин да одржавају везу - али се не слажу у вези са тим ко ће с ким којим данима. |                             |                    |
| 4 | ''Мапирање''                | 2. децембар 2015.  |
| Меган је љута на Џоа, након што се пар растао. Џо почиње да постаје сумњичав према Џезовим тврдњама о успеху, укључујући да тренира Џенсона Бутона и краљицу. Џез лажно тврди да има своју канцеларију и Џо каже да ће га тамо посетити - па Џез изнајмљује канцеларију. Марк и Џез играју тенис против Ејприл и Ангуса. Марк наставља у покушајима да саботира брак Ејприл и Ангуса охрабрујући Ангусову опсесију византијском црквом и неправедно одбијајући Ангусу зајам. Ханс упознаје Џеза са својим пријатељем Вејдом и моли Џеза да омогући оружану пљачку у Марковој банци, коју Вејд намерава починити. Вејд одлази у банку, али не изврши пљачку. Џери одобрава Ангусу позајмицу. |                             |                    |
| 5 | ''Дечја фарма''             | 9. децембар 2015.  |
| Џез и Ханс објављују своју прву нумеру о фудбалу на Јутјубу али се не слажу са ауторством текстова. Џез иде заједно са Марком када одведе свог сина Ијана на време играња у центар за игру у месту званом Дечја пећина. Софи посети стан и каже Марку да мисли да је њен дечко, учитељ, имао аферу са мајком једног његовог ученика. Софи предлаже да се она и Марк помире. Ејприл стиже на врата док је Софи још у стану; Марк предлаже да се Ејприл и њена нећака придруже њему и Ијану у дечјој шећини, али Ејприл одбија његов предлог и каже Марку да не жели везу са њим. Џез каже Марку да је у торбу донео једну од Хансових змија. Ејприл касније се појављује код дечје пећине са својом нећаком. Ејприл води Марка у тоалет, где се сексају. Софи се појавила код центра за игру док је пијана и пада у јаму са лоптом; Марк и Џез је закопавају унутра; она се буди док Марк разговара са Ејприл. Марк покушава да одлучи између Софи или Ејприл. Змија побегне, па Марк и Џез одлазе.                                                                                                   |                             |                    |
| 6 | ''Да ли ћемо бити у реду?'' | 16. децембар 2015. |
| Џез напуни 40 година, а Марк приређује забаву за њега. Џез је рекао Џоу да је напунио 39 година. Џез почиње да пије свој урин, верујући да ће му то помоћи да остане младолик. Марк је отпуштен са свог посла због непоштовања одговарајуће процедуре приликом одобравања кредита Џезу. Марк је пронашао Ејприл са намером да је отме од Ангуса. Марк и Ејприл иду у кафић, где пију кафу. Ејприл каже Марку да она и Ангус заједно иду на крстарење - али она добија поруку од Ангуса, који јој говори да он иде на Ибицу уместо на крстарење. Марк и Ејприл имају секс у тоалету кафића. Марк се враћа у стан и говори Џезу да креће на крстарење са Ејприл. Марк открива да су Џез и Ханс отели Ангуса и држали га у стану. Неколико људи - укључујући и Ејприл - стиже на Џезову забаву. Ангус улази у собу у којој се одржава забава и свима каже шта се догодило. Џо сазнаје да Џез има 40 година, а Џез говори Џоу да не може ићи у корак са његовим забављачким животним стилом; Џо одлучи да се врати к Меган. Ејприл одлази са Ангусом. Ханс се одваја од Моли и каже да иде у Македонију. |                             |                    |

## Критике
Гардијан је серију обележио као најбољи ситком деценије.  Тајмс је навео да је серија спада међу 15 најбољих у годинама око 2000. 
Упркос критци, серија никада није имао стално високу гледаност. Почетком 2006. године појавиле су се гласине да емисија неће бити наручена за четврту сезону због недовољних оцена од нешто више од милион гледалаца. Међутим, због великих прихода ДВД-а из претходне сезоне, наручена је и четврта. 

## Награде
- 2004. године награда Rose d'Or за најбољи ситком[12]
- 2006. и 2007. године British Comedy Award награда за најбољу комедију док је Мичел добио награду за најбољег глумца у ТВ комедији[13]
- 2007, 2009. и 2010. године Comedy.co.uk Awards награда за најбољи британски ситком [14][15][16]
- 2007. године награда Краљевског друштва телевизије за Перформанс комедије [17]
- 2008. године награда БАФТА-е за најбољу комичну ситуацију [18]
- 2007. године награда Краљевског друштва телевизије за најбољег сценаристу [19]
- 2008. године награда БАФТА-е за најбољи перформанс у комедији [20]